# Le nuove avventure di Lupin III
Le nuove avventure di Lupin III (ルパン三世?, Rupan Sansei) è la seconda serie TV anime di Lupin III, quella in cui il protagonista indossa la giacca rossa, trasmessa per la prima volta in Giappone dal 3 ottobre 1977 al 6 ottobre 1980, su Nippon Television e Yomiuri TV, a cadenza settimanale. 
Dal 1987 è stata trasmessa con il titolo Lupin, l'incorreggibile Lupin, per poi essere ripristinato il primo titolo dal 2004.

## Episodi
La serie è costituita da 155 episodi, tra cui alcuni con il design dello Studio Telecom e di Hayao Miyazaki.
Nell'episodio 27, Il Francobollo di Cenerentola, ci sono svariati riferimenti ai lungometraggi d'animazione Disney, tra cui Dumbo, i soldati carte da gioco di Alice nel paese delle meraviglie, e la scena della carrozza a forma di zucca del film Cenerentola. La protagonista dell'episodio, nell'edizione italiana, si chiama Alice, come la protagonista del film d'animazione Disney Alice nel paese delle meraviglie.
Gli episodi 145 (Albatros, le ali della morte) e 155 (I ladri amano la pace) sono stati diretti da Hayao Miyazaki, che già aveva diretto, insieme ad Isao Takahata, la maggior parte degli episodi della prima serie. Il regista era reduce dal successo del film d'animazione Lupin III - Il castello di Cagliostro, e la produzione gli chiese di dirigere alcuni episodi; Miyazaki inserì nelle due puntate alcuni dei temi a lui più congeniali: l'antimilitarismo e l'ecologia.

## Doppiaggio
| Personaggio               | Originale         | Italiano            |
| ------------------------- | ----------------- | ------------------- |
| Arsenio Lupin III         | Yasuo Yamada      | Roberto Del Giudice |
| Daisuke Jigen             | Kiyoshi Kobayashi | Sandro Pellegrini   |
| Margot Mine (Fujiko Mine) | Eiko Masuyama     | Piera Vidale        |
| Goemon Ishikawa XIII      | Makio Inoue       | Massimo Rossi       |
| Koichi Zenigata           | Gorō Naya         | Marcello Prando     |

L'edizione italiana è stata realizzata da Cinitalia Edizioni nel 1981, sotto la direzione di Marcello Prando e con i dialoghi curati da Daniela Faraoni Prando. Durante la trasmissione sulle TV locali, il doppiaggio era quasi integrale.
Quando Fininvest acquistò la serie, cominciò a censurarla, anche se non sempre in via del tutto definitiva, in quanto nelle ultime repliche alla fine degli anni 2000 sono stati reintegrati alcuni episodi, ad esempio L'epidemia dei suicidi, che erano stati saltati, nei vari anni di repliche, per censura, e qualche taglio è scomparso.
Nell'edizione italiana, gli unici doppiatori presenti dalla prima serie sono Roberto Del Giudice (Lupin III) e Piera Vidale (Fujiko Mine). Sandro Pellegrini torna a doppiare Jigen dopo il film Lupin III - La pietra della saggezza, mentre Massimo Rossi e Marcello Prando sostituiscono Enzo Consoli su Goemon Ishikawa XIII e Koichi Zenigata. La maggior parte degli antagonisti principali è stata doppiata da Valerio Ruggeri; mentre tra le voci dei personaggi secondari femminili sono presenti quelle di Serena Spaziani (in vari episodi) e di Anna Marchesini nel ruolo di Lady Oscar, nell'episodio Folle amore a Versailles.
Rispetto alla serie precedente nel doppiaggio italiano sono presenti alcuni cambiamenti di nomi. Infatti il nome di Arsenio Lupin venne storpiato in "Arsenico, detto Lupin" (facendo intendere che il suo vero nome sia Arsenico, e che Lupin sia un soprannome, cosa in realtà errata dato che si tratta del cognome) e Fujiko viene chiamata Margot. Come nella serie precedente, anche in questa il cognome della suddetta, ovvero "Mine", viene pronunciato all'inglese Main, mentre nella versione originale viene pronunciato così come si scrive. Tuttavia gli altri personaggi hanno mantenuto i loro nomi originali, anche se per un errore alla fine dell'episodio 56 Jigen si presenta come "Daisuku Jigen" (invece di Daisuke). Questa serie risulta essere uno dei pochi casi in cui il suo nome viene pronunciato all'italiana (nome e cognome), mentre solitamente viene stranamente pronunciato come nella versione giapponese (cognome e nome). Di contro il nome di Goemon viene sempre pronunciato all'occidentale, ma raramente viene aggiunto il numero XIII (anche nei cartoni successivi verrà solitamente usato solo se si fa riferimento ai suoi antenati).

## Sigle

Effetto utilizzato per i titoli degli episodi.

### Giapponesi

#### Sigle di apertura
In apertura vengono usati quattro arrangiamenti del classico Rupan Sansei no Theme composto da Yūji Ōno, che si è firmato come You & Explosion Band:
- Rupan Sansei no Theme (ルパン三世のテーマ?, Rupan Sansei no Tēma) (ep. 1-26)
- Rupan Sansei no Theme (vocal version) (ルパン三世のテーマ（ヴォーカル版）?, Rupan Sansei no Teemu (Vōkaru-ban)), versione alternativa del brano precedente con l'aggiunta di un testo scritto da Kazuya Senke e cantato da Pete Mac, Jr., pseudonimo di Kikuo Fujiwara (ep. 27-51)
- Rupan Sansei '79 (ルパン三世'79?) (ep. 52-103)
- Rupan Sansei '80 (ルパン三世'80?) (ep. 104-155)

#### Sigle di chiusura
Anche le sigle di chiusura sono composte e arrangiate da Yūji Ōno:
- Rupan Sansei Love Theme (ルパン三世愛のテーマ?, Rupan Sansei Ai no Teemu) (ep. 1-26)
- Rupan Sansei Love Theme (vocal version) (ルパン三世愛のテーマ（ヴォーカル版）?, Rupan Sansei Ai no Teemu (Vōkaru-ban)), versione alternativa del brano precedente con l'aggiunta di un testo scritto da Kazuya Senke e cantato da Ichirō Mizuki (ep. 27-51)
- Love Squall (ラヴ・スコール?, Ravu Sukōru) scritta da Sanaho Maki e cantata da Sandra Hohn], pseudonimo di Aya Suzuki (ep. 52-103)
- Love is Everything (ラヴ・イズ・エヴリシング?, Ravu Izu Evurishingu) scritta da Yōko Narahashi e cantata da Noboru Kimura (ep. 104-155)

### Italiane
La sigla della seconda serie televisiva è intitolata semplicemente Lupin, ma è nota anche come Lupin - fisarmonica, per la presenza di una fisarmonica nell'introduzione strumentale e nell'accompagnamento. Il testo è di Franco Migliacci e la musica è di Franco Micalizzi. È cantata da Irene Vioni, con l'accompagnamento dell'Orchestra Castellina-Pasi. Lo stile musicale (variante del liscio romagnolo chiamata valzer parigino o semplicemente parigino) presenta alcune influenze della musica tradizionale francese, ed in effetti nella sigla si vedono alcune scene di una festa all'aperto che ad esso ben si adattano, ricordando inoltre che il Lupin originale è un personaggio tipicamente parigino.
Al momento della scelta della sigla, vi era, oltre al Valzer di Lupin, Il fantomatico Lupin - Lupin, ladro gentiluomo, del gruppo I Cavalieri del Re, ma alla fine, fu scelta la prima. Preferire il valzer di un'orchestra di liscio romagnola al brano di un gruppo più moderno e specializzato in sigle di cartoni fu una scelta ritenuta coraggiosa, ma premiata dal successo che Il valzer di Lupin riscuote ancora oggi tra gli appassionati di anime.
Nel 1987 viene sostituita da Lupin, l'incorreggibile Lupin, cantata dagli Amici di Lupin (Enzo Draghi e Simone D'Andrea).
Nel 2004, in occasione del ripristino del titolo italiano storico viene sostituita con Hallo Lupin di Giorgio Vanni per la sigla di apertura sulle immagini utilizzate per Le avventure di Lupin III, mentre per la sigla di chiusura viene riutilizzata Lupin fisarmonica.
Nel 2021, in occasione della trasmissione televisiva della serie in versione rimasterizzata e integrale su Italia 2, viene recuperata Lupin Fisarmonica sul video giapponese sia in apertura e sia in chiusura.

## Edizioni home video

### VHS
Italia
Dall'agosto 1999, in Italia i primi 108 episodi sono stati distribuiti su VHS in edicola con De Agostini col titolo Lupin, l'incorreggibile Lupin. Pubblicati al ritmo di due puntate per ogni videocassetta, viene presentata l'edizione televisiva censurata della serie.
Stati Uniti d'America
Negli Stati Uniti d'America, la Streamline Pictures ha pubblicato i due episodi diretti da Hayao Miyazaki (Albatros, le ali della morte e I ladri amano la pace) in un'unica videocassetta dal titolo Lupin III's Greatest Capers.
Francia
In Francia, Edgar, le detective cambrioleur (questo il titolo della serie in francese) è stata pubblicata in 26 videocassette coi primi 52 episodi.

### DVD
La serie è stata trasposta in DVD da Yamato Video e Dolmen Home Video in 6 box col titolo Lupin III - La seconda serie. Le scene irrecuperabili perché censurate o rovinate sono state sottotitolate e lasciate in lingua originale. La stessa versione è stata distribuita in edicola da De Agostini su più DVD a partire dall'estate 2008 senza le scene sottotitolate. A partire dall'11 maggio 2012 la serie torna nuovamente in edicola, col suo titolo originale televisivo Le nuove avventure di Lupin III, edita da La Gazzetta dello Sport su 30 DVD. I 6 box e quest'ultima edizione presentano la sigla italiana di Castellina - Pasi a differenza della prima versione da edicola, che usava le sigle originali. Nel 2013 la serie è edita nuovamente da Yamato Video in un'edizione deluxe limitata e numerata, composta da 30 DVD contenenti i 155 episodi della serie e tra gli extra le sigle televisive, la sigla Lupin-fisarmonica, i bozzetti degli episodi ed un booklet con la guida agli episodi.

### Blu-ray Disc
In Giappone la serie è stata restaurata in alta definizione e venduta in 6 box Blu-ray Disc nel corso del 2009. Stesso destino per l'Italia, nel 2020 è uscita grazie a Yamato Video tutta la serie in Blu-ray. In quest'ultima edizione tuttavia le scene precedentemente proposte in versione sottotitolata nella versione DVD sono state doppiate per l'occasione.